# 通奏低音

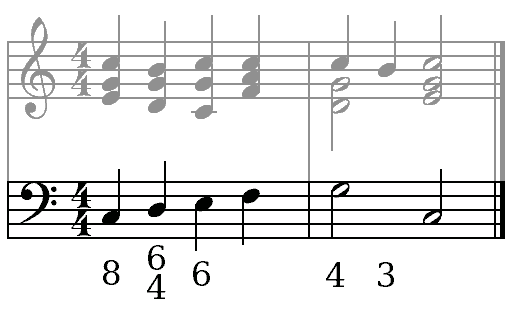
数字付き低音とそのリアライズの例

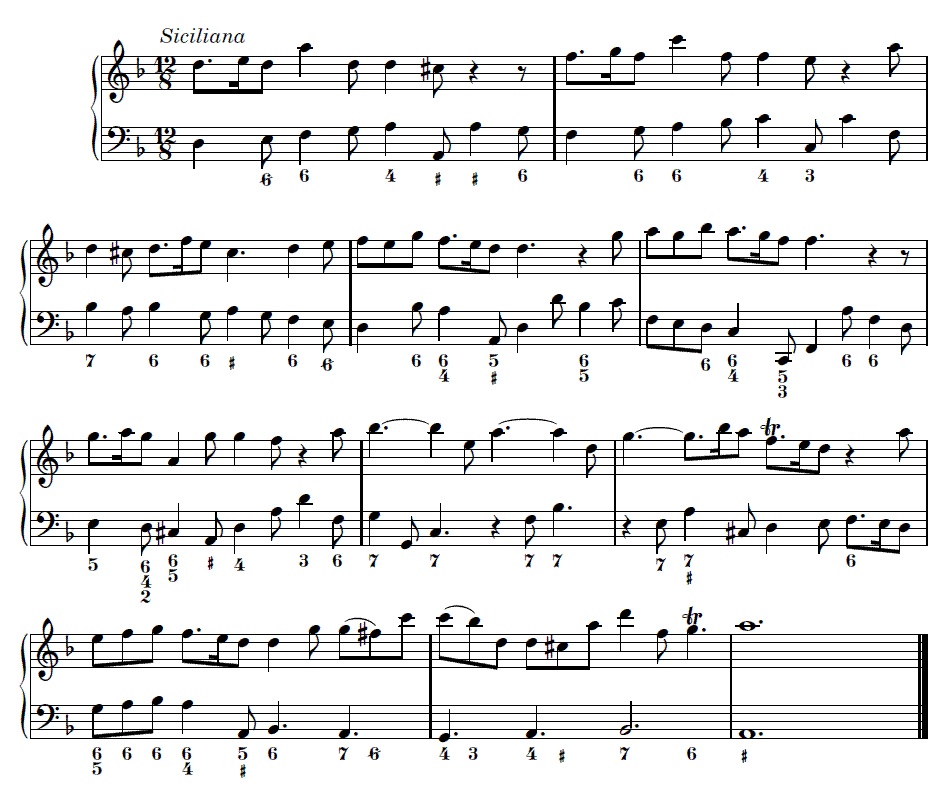
ゲオルク・フリードリヒ・ヘンデルの『リコーダー・ソナタ ヘ長調』HWV 369の第3楽章の楽譜。2段譜の上段にリコーダーのパートが書かれ、下段に通奏低音が書かれている。

通奏低音（つうそうていおん）とは、主にバロック音楽において行われる伴奏の形態。一般に楽譜上では低音部の旋律のみが示され、奏者はそれに適切な和音を付けて演奏する。イタリア語のバッソ・コンティヌオ (Basso continuo) の訳語で、伴奏楽器が間断なく演奏し続けるということからこの名がある。略してコンティヌオと呼ぶことも多い。ドイツ語でゲネラルバス (Generalbass) とも呼ばれる。
記譜された音から和音をつくることをリアライズ (英: realize) という。演奏されるべき和音の構成音を指示するために、記譜音からの音程を示す数字や変化記号を音符に添えることが一般的であり、これを数字付き低音という。現代では専門家でない演奏者のためにリアリゼーションを楽譜に書き起こしたものも多く市販されている。
通奏低音の演奏には、オルガン、チェンバロなどの鍵盤楽器や、リュート（テオルボ）、ハープ、ギターなどの撥弦楽器といった和音の出せる楽器が用いられ、しばしばヴィオラ・ダ・ガンバ、チェロ、ヴィオローネ、ファゴットなどの低音旋律楽器が併用される。一般には楽譜に演奏楽器の指定は無く、演奏時にこれらの楽器を任意で選択する。ただし歴史的には必ずしも和音楽器と共に低音旋律楽器が使われていたわけではない。イギリスのP.ホールマンによれば「（17世紀初期の）ソナタでこれらの楽器が使われたのは、音楽がオブリガートのバス・パート（コンティヌオのバス・ラインより手がこんでいる）を含むときだったと思われる」という。一方、楽器編成の都合上や古楽の様式に則らない近代的な楽団による演奏では、旋律楽器のみで和音を伴わない楽譜どおりの演奏がなされることもあるが、これは本来の通奏低音の形態からすれば不完全なものといえる。
このような通奏低音という形態は、バロック音楽の根幹をなす要素であり、バロック時代を指して「通奏低音の時代」と称することがある。また、ポピュラー音楽における「コードネーム」の概念にも通じる原理がある。
日本では通奏低音という語は「常に底流としてある、考えや主張のたとえ」などを指す言葉として音楽以外の分野で比喩的に用いられることがあるが、おそらくこのような用法は低音を持続すること（ドローン）や執拗低音（オスティナート・バス）と混同された結果の誤用であろうと考えられる。